# Тлічо

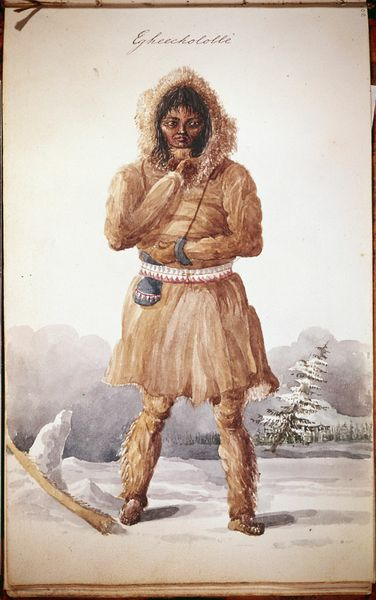
Джордж Бек. Егхічололле — чоловік з племені тлічо (догріб) (1825—1826)

Тлічо (англ. Tlicho) або догриб (англ. Dogrib) — корінний індіанський народ західної канадської Субарктики (Північно-західні території). Мова догриб належить до атабаських мов родини на-дене. У культурному та мовному відношенні близькі до сахту та слейві.

## Назва
Народність тлічо підпадає під ширше визначення «дене», що означає «люди» (корінні народи — носії атабаських мов мовної родини на-дене). З метою відокремлення як народності від сусудів-дене (сахту, слейві тощо) почали використовувати назву «тлічо», яка запозичена з мови крі й означає «ребро собаки».

## Території
Землі тлічо лежать на сході від ріки Макензі між Великим Невільничим озером та Великим Ведмежим озером на Північно-західних територіях.

## Демографія
У середині ХІХ століття представників народу тлічо налічувалося близько 800 осіб. Переписи ХХ століття зафіксували наступну чисельність тлічо: 1970 рік — 1700 осіб, 1996 рік — понад 2000, 2006 рік — 2020.